# فرانك بوث
فرانك بوث (بالإنجليزية: Frank Booth)‏ (1887 في الولايات المتحدة - 1955) هو لاعب كرة قدم أمريكي في مركز الدفاع. لعب مع Fall River Rovers ‏ وFall River United ‏.